# Эдьюс
Эдью́с (фр. Aydius) — коммуна во Франции, находится в регионе Аквитания. Департамент — Атлантические Пиренеи. Входит в состав кантона Олорон-Сент-Мари-1. Округ коммуны — Олорон-Сент-Мари.
Код INSEE коммуны — 64085.

## География
Коммуна расположена приблизительно в 690 км к югу от Парижа, в 210 км южнее Бордо, в 36 км к юго-западу от По.

### Климат
Климат тёплый океанический. Зима мягкая, средняя температура января — от +5°С до +13°С, температуры ниже −10 °C бывают редко. Снег выпадает около 15 дней в году с ноября по апрель. Максимальная температура летом порядка 20-30 °C, выше 35 °C бывает очень редко. Количество осадков высокое, порядка 1100 мм в год. Характерна безветренная погода, сильные ветры очень редки.

## Население
Население коммуны на 2010 год составляло 100 человек.
| 1962 | 1968 | 1975 | 1982 | 1990 | 1999 | 2010 |
| ---- | ---- | ---- | ---- | ---- | ---- | ---- |
| 98   | 88   | 94   | 67   | 74   | 80   | 100  |

## Администрация
| Период | Период | Фамилия        | Партия | Примечания |
| ------ | ------ | -------------- | ------ | ---------- |
| 1995   | 2014   | Бернар Бургина |        |            |
| 2014   | 2020   | Бернар Шуа     |        |            |

## Экономика
В 2010 году среди 62 человек трудоспособного возраста (15-64 лет) 50 были экономически активными, 12 — неактивными (показатель активности — 80,6 %, в 1999 году было 73,1 %). Из 50 активных жителей работали 45 человек (22 мужчины и 23 женщины), безработных было 5 (1 мужчина и 4 женщины). Среди 12 неактивных 1 человек был учеником или студентом, 8 — пенсионерами, 3 были неактивными по другим причинам.

## Достопримечательности
- Церковь Св. Мартина (XIV век). Исторический памятник с 1994 года[4]
- Дом Ишант (XVIII век). Исторический памятник с 1996 года[5]
- Доисторическая пещера Гандон-Лассюс. Исторический памятник с 1997 года[6]